# (19509) Niigata
(19509) Niigata est un astéroïde de la ceinture principale.

## Description
(19509) Niigata est un astéroïde de la ceinture principale. Il fut découvert le 29 juin 1998 à la station Anderson Mesa par le programme LONEOS. Il présente une orbite caractérisée par un demi-grand axe de 2,61 UA, une excentricité de 0,21 et une inclinaison de 12,7° par rapport à l'écliptique.

## Compléments